# Bündnis Deutschland
Bündnis Deutschland (Eigenschreibweise: BÜNDNIS DEUTSCHLAND, kurz auch BD) ist eine rechtskonservative und wirtschaftsliberale deutsche Kleinpartei, die im November 2022 gegründet wurde. Bundesvorsitzender ist der frühere Freie-Wähler-Politiker Steffen Große.
Durch die Fusion mit Bürger in Wut im Mai 2023 ist die Partei in der Bremischen Bürgerschaft mit aktuell sieben Abgeordneten vertreten, durch den Übertritt von Uwe Witt hatte sie kurzzeitig auch einen Sitz im 20. Deutschen Bundestag inne.

## Geschichte
Die Anfänge von Bündnis Deutschland gehen auf das Frühjahr 2022 zurück. Damals hatten Mitglieder der liberal-konservativen Sammlungsbewegung Bürgerlich-Freiheitlicher Aufbruch, der Christdemokratisch-Liberalen Plattform, der Bürgerallianz Deutschland sowie einzelne Parteilose den Entschluss gefasst, eine neue Partei zu gründen. Nach Angaben von Bündnis Deutschland waren ihre Gründungsmitglieder vorher zum Teil in anderen Parteien aktiv; darunter die CDU, die CSU, die SPD, die FDP, die AfD, die LKR sowie die Freien Wähler. Die eigentliche Parteigründung wurde in Fachgruppen vorbereitet und dabei zugleich ein entsprechendes Netzwerk auf- und ausgebaut.
Bündnis Deutschland konstituierte sich mit einem Gründungsparteitag am 20. November 2022 in Fulda.
Zum ersten Parteivorsitzenden wurde Steffen Große gewählt, der bis 2021 Landesvorsitzender der Freien Wähler in Sachsen gewesen war und im Anschluss die Bürgerallianz Deutschland gegründet hatte. Zwei Tage später ging die Partei in Berlin mit einer Pressekonferenz an die Öffentlichkeit.
Hauptsitz und Bundesgeschäftsstelle von Bündnis Deutschland befinden sich in der Knesebeckstraße in Berlin-Charlottenburg.
Im Landkreis Potsdam-Mittelmark wurde im Januar 2023 die erste Kreistagsfraktion gebildet. Im selben Monat trat mit Markus Plenk (Bayern, ehemals AfD) der erste Landtagsabgeordnete in die Partei ein; am 1. Oktober 2023 trat er allerdings bereits wieder aus. Ebenfalls im Januar 2023 wechselte der Europaabgeordnete Lars Patrick Berg von den LKR zu Bündnis Deutschland. Im März 2023 trat der Landtagsabgeordnete Ivo Teichmann (Sachsen, ehemals AfD) der Partei bei.
Am 4. Februar 2023 gründete Bündnis Deutschland in Bayern den ersten Landesverband.
Bei der Bürgerschaftswahl in Bremen am 14. Mai 2023 verzichtete Bündnis Deutschland auf die geplante Kandidatur zugunsten der Wählervereinigung Bürger in Wut (BIW) und unterstützte diese finanziell und personell. Die BIW beschlossen auf einer außerordentlichen Mitgliederversammlung am 4. März 2023 die Fusion mit dem Bündnis nach der Wahl. Dessen Mitglieder stimmten der Fusion in einer Urabstimmung zu; die Auszählung bei den BIW ergab ebenfalls eine Zustimmung. Bei der Bürgerschaftswahl zogen die Bürger in Wut mit 9,4 Prozent und zehn Mandaten erstmals in Fraktionsstärke in das Parlament ein. Dabei hatte die Wählervereinigung sowohl von der Nichtzulassung der AfD Bremen als auch von den Stimmenverlusten anderer Parteien (z. B. CDU) profitiert.
Am 21. Mai 2023 wurde der Bürgerschafts-Abgeordnete Sven Lichtenfeld aus der Partei BIW ausgeschlossen und auch nicht in das Bündnis Deutschland aufgenommen, nachdem ihm von BIW-Chef Jan Timke Kontakte in die rechtsextreme Szene vorgeworfen worden waren.
Mitte Juni 2023 traten die beiden hessischen Ex-AfD-Landtagsabgeordneten Rainer Rahn und Walter Wissenbach dem neu gegründeten hessischen Landesverband der Partei bei und schieden nach der hessischen Landtagswahl im Oktober 2023 wieder aus dem Landtag aus.
Im August 2023 trat Bürgermeister Dirk Zschoke, der im sächsischen Stauchitz die Gemeindeverwaltung führt, in die Partei ein und wurde somit zum ersten hauptamtlichen Bürgermeister der Partei. Im September 2023 wurde im Bremerhavener Magistrat mit der Wahl der parteilosen Julija Eulig erstmals eine Stadträtin auf Wahlvorschlag von Bündnis Deutschland in eine Stadtregierung gewählt. Am 12. Dezember 2023 erklärte der Bremer Abgeordnete Sascha Schuster seinen Austritt aus der Fraktion in der Bürgerschaft. Zwei weitere Abgeordnete verließen die Fraktion in der Bremerhavener Stadtverordnetenversammlung. Am 19. August 2024 erklärte auch die Bürgerschaftsabgeordnete Meltem Sağiroğlu ihren Fraktions- und Parteiaustritt.
Bei der Europawahl 2024 erhielt Bündnis Deutschland 163.272 Stimmen, was etwa 0,4 Prozent entspricht. Zum Spitzenkandidaten war am 30. September 2023 Lars Patrick Berg gewählt worden. Für ein Mandat, wodurch Berg im Parlament hätte verbleiben können, wären etwa 0,6 Prozent nötig gewesen, weshalb er mit Ablauf der Legislaturperiode im Juli 2024 aus dem Parlament ausschied.
Der Bundesvorsitzende Steffen Große wurde bei der sächsischen Kommunalwahl im Juni 2024 für das „Team Zastrow“ des langjährigen FDP-Landesvorsitzenden Holger Zastrow in den Dresdner Stadtrat gewählt.
Am 6. April 2024 vereinbarten die Parteivorstände von Bündnis Deutschland und der Partei Wir Bürger, die Parteien fusionieren zu wollen. Für die Europawahl 2024 empfahl der Parteivorstand von Wir Bürger die Unterstützung von Bündnis Deutschland. Nach Aushandlung eines Verschmelzungsvertrags stimmten die Parteitage der beiden Parteien dann der Fusion zu und leiteten somit die Urabstimmungen unter den Parteimitgliedern zur finalen Entscheidung ein. Nach dem Beitritt von Markus Krall zum Bündnis Deutschland im September 2024 nahm der Parteivorstand von Wir Bürger jedoch Abstand von einer Fusion und setzte die eigene Urabstimmung aus. Zuletzt rief die Partei ihre Mitglieder auf, bei der noch bis zum 18. Dezember laufenden Abstimmung mit Nein zu stimmen. Auf dem Bundesparteitag im November 2024 lehnte die Partei zwei Anträge des Wir-Bürger-Vorsitzenden Jürgen Joost ab, die einerseits einen Ausschluss jeglicher Zusammenarbeit mit der AfD forderten sowie einen möglichen „vom Moskauer Regime aufgezwungenen Diktatfrieden“ im Ukraine-Krieg verurteilten; Joost beendete daraufhin seine Doppelmitgliedschaft.
Des Weiteren wurde im Juni 2024 bekannt, dass die Werteunion mit Bündnis Deutschland fusionieren wolle. Diese Fusion wurde laut Werteunion jedoch bis Mitte November 2024 noch nicht abgeschlossen.
Im Dezember 2024 trat der bei den Bundestagswahlen 2017 und 2021 für die AfD in den Deutschen Bundestag gewählte, am 31. Dezember 2021 aus der AfD ausgetretene und von Januar bis August 2022 für die Deutsche Zentrumspartei dort sitzende Uwe Witt der Partei bei, womit sie erstmals im Deutschen Bundestag vertreten war.
Für die Bundestagswahl 2025 wurden bei Bündnis Deutschland als eine von wenigen Kleinparteien die Landeslisten in allen Bundesländern zugelassen, zudem trat die Partei mit Direktkandidaten in 84 Wahlkreisen an. Bundesweiter Spitzenkandidat war der stellvertretende Bundesvorsitzende Kay-Achim Schönbach. Die Partei erreichte bei der Wahl bundesweit 0,2 Prozent der Stimmen.

## Inhaltliches Profil
Die Partei wird politisch zwischen Union und AfD verortet. Sie erklärte bei ihrer Gründung, sich unter anderem für die soziale Marktwirtschaft im Sinne Ludwig Erhards, für weniger Steuern und Abgaben sowie eine sichere und bezahlbare Energie einzusetzen. Darüber hinaus schließt sie laut Vertrag eine Koalition mit extremistischen Parteien aus.
In ihrem ersten Kurzprogramm „Freiheit. Wohlstand. Sicherheit.“ definierte die Partei zentrale Kernaussagen zu einzelnen Politikfeldern.

### Energiepolitik
Bündnis Deutschland bewertet die Energiewende als gescheitert und setzt auf eine ihrer Meinung nach nachhaltige und bezahlbare Energieversorgung durch einen „ausgewogenen“ und bezahlbaren Energiemix. Zudem sollen Kohle- und Gaskraftwerke kurz- und mittelfristig weiterbetrieben und entsprechende Technologien weiterentwickelt werden.

### Europäische Union und EZB
Die Partei will eine Europäische Union nach dem Subsidiaritätsprinzip. Geldpolitisch setzt Bündnis Deutschland auf die Sicherung der Geldwertstabilität. Das kurzzeitige Decken von Finanzierungsproblemen durch Staatsanleihenkäufe wird kritisiert, da die EZB damit europäisches Recht brechen würde.

### Finanzpolitik
Hauptforderung ist ein Kassensturz, in dem nicht nur offizielle Schulden, sondern auch Sondervermögen, Schattenhaushalte und verdeckte künftige Verpflichtungen des Staates einfließen sollen. Staatsausgaben sollen sich nach Einschätzung der Partei an der auf diese Weise neu definierten Schuldenlast ausrichten.

### Sozialpolitik
Eine weitere Kernforderung von Bündnis Deutschland ist, dass Abgaben- und Steuersätze gesenkt werden sollen. Des Weiteren wird gefordert, die Sozialabgabenlast für niedrige Einkommen ebenfalls zu reduzieren und den Grundfreibetrag zu erhöhen. Das vom Bundestag im Jahr 2022 verabschiedete Bürgergeld lehnt die Partei ab, weil es dem Gedanken des Leistungsprinzips entgegenstehe.

### Wirtschaftspolitik
Die Partei bezeichnet den Mittelstand als „Rückgrat des Wohlstandes“ und fordert, dass es Aufgabe des Staates sein solle, gute Rahmenbedingungen zu schaffen, die zur Stärkung des Mittelstandes führen. Dies soll durch Bürokratieabbau und eine ausreichende Kapitalversorgung mittelständischer Unternehmen erreicht werden.

### Verkehrspolitik
Bündnis Deutschland spricht sich für den Erhalt der Individualmobilität sowie den Ausbau des Schienennetzes und des öffentlichen Personennahverkehrs aus. Ein Hauptaugenmerk sei hierbei der ländliche Raum, in dem das Automobil unverzichtbar sei. Dabei setzt die Partei auch auf die Sicherung der deutschen Automobilindustrie.

### Agrarpolitik
Die Partei fordert Bewirtschaftungs- und Zuchtbedingungen für alle am Handel Beteiligten, um dem Höfesterben und der Massentierhaltung zu begegnen. Heimische Landwirte sollen durch strenge deutsche Standards nicht schlechter gestellt werden als internationale Mitbewerber.

### Klimapolitik
Hinsichtlich des Klimawandels will die Partei Priorität darauf legen, „Konzepte [zu] erarbeiten, wie wir mit den nicht mehr abwendbaren Folgen des Klimawandels sinnvoll umgehen“. Hinsichtlich Klimaschutz will sie „globale Kompromisse mit realistisch machbaren Zielsetzungen“ finden.

## Landesverbände
| Landesverband            | Landesvorsitzender   | Abgeordnete Landesparlament |
| ------------------------ | -------------------- | --------------------------- |
| Baden-Württemberg        | Petra Hackl (komm.)  |                             |
| Bayern                   | Paul Herbst          |                             |
| Berlin                   | Randy Witte          |                             |
| Brandenburg              | Marcus Grund         |                             |
| Bremen                   | Jan Timke            | 7/87                        |
| Hamburg                  | Monika Torner        |                             |
| Hessen                   | Marco Groh           |                             |
| Mecklenburg-Vorpommern   | Berthold Riech       |                             |
| Niedersachsen            | Ingo Dorendorf       |                             |
| Nordrhein-Westfalen      | Corina Bülow         |                             |
| Rheinland-Pfalz/Saarland | Timo Weber           |                             |
| Sachsen                  | Dirk Zschoke (komm.) |                             |
| Sachsen-Anhalt           | Claudius Borgmann    |                             |
| Schleswig-Holstein       | Stefan Andresen      |                             |
| Thüringen                | Andreas Reichardt    |                             |

## Wahlergebnisse
| Jahr | EU    | DE    | BB    | HH    | SN    | TH    |
| ---- | ----- | ----- | ----- | ----- | ----- | ----- |
| 2024 | 0,4 % |       | n. a. |       | 0,3 % | 0,5 % |
| 2025 |       | 0,2 % |       | 0,1 % |       |       |

## Verhältnis zur AfD
Wegen des Mitbegründens durch ehemalige AfD-Angehörige wird Bündnis Deutschland eine latente Nähe zu jener Partei zugeschrieben. Einige Spitzenfunktionäre von Bündnis Deutschland (Stand: August 2023) sind ehemalige Mitglieder, Mandatsträger und Funktionäre der AfD, darunter der Bundesmitgliederbeauftragte Markus Scheer und die nordrhein-westfälische Landesvorsitzende Corina Bülow.
Am 22. November 2022 erklärte der Parteivorsitzende Steffen Große, dass auch ehemalige AfD-Mitglieder aufgenommen werden können, wenn sie die Voraussetzungen für eine Parteimitgliedschaft erfüllen. Es seien jedoch frühere Mitglieder des rechtsextremen Flügels explizit ausgeschlossen. Zudem durchlaufe jedes neue Mitglied ein Aufnahmegespräch und werde zunächst für zwei Jahre auf Probe aufgenommen. Dies sei eine Reaktion auf die hohen Hürden, die der Gesetzgeber für ein Parteiausschlussverfahren in Deutschland aufgestellt habe.
Gegenüber dem Tagesspiegel distanzierte sich das Bundesvorstandsmitglied Jonathan Sieber von dem „populistischen und verunglimpfenden Ton“ der AfD und stellte klar, seine Partei werde keine Bevölkerungsgruppen „verunglimpfen oder verächtlich machen“.
Auf dem Bundesparteitag im November 2024 lehnte die Partei im Rahmen der Verhandlungen um eine mögliche Fusion einen Antrag des Wir-Bürger-Vorsitzenden Jürgen Joost ab, der einen Ausschluss jeglicher Zusammenarbeit mit der AfD forderte. Steffen Große äußerte in diesem Kontext, man brauche „Brücken statt Brandmauern“.